# Pires Ferreira
Pires Ferreira é um município brasileiro do estado do Ceará, localizado na microrregião de Ipu.